# Lobby gay
Lobby gay (también mafia gay y mafia o lobby rosa, en inglés gay mafia, mafia gay, y lavender mafia, mafia lavanda) es un término, generalmente  utilizado de forma despectiva por movimientos políticos conservadores, con el que se alude a las organizaciones o grupos que están a favor de los derechos civiles de los homosexuales.

## Origen del término
Uno de los primeros usos registrados fue cuando el crítico inglés Kenneth Tynan propuso un artículo al editor del Playboy A.C. Spectorsky a finales de 1965 sobre la "mafia homosexual" en las artes. Spectorsky lo rechazó pero admitió que "los sabuesos de la cultura están rindiendo homenaje a la homosexualidad como nunca lo habían hecho antes." Playboy sacó una columna sobre temas homosexuales en abril de 1971. 
El término «velvet mafia» (mafia de terciopelo) fue usado por primera vez por Steven Gaines en un artículo en la sección de espectáculos del domingo en el New York Daily News en los años 1970 para describir a los ejecutivos de una compañía cinematográfica y musical británica. Después Gaines usó la expresión en una novela sobre la discoteca Studio 54 llamada The Club en referencia a la influyente multitud de gais que se convirtieron en los habituales del local. Esta supuesta mafia incluía a Calvin Klein, David Geffen, Barry Diller, Truman Capote, Halston, Andy Warhol, Sandy Gallen y Jann Wenner. El término se generalizó para describir una "poderosa camarílla social, más que como una organización secreta real que dominara la industria o la política."

## Escándalo Michael Ovitz
Gradualmente la palabra velvet fue reemplazada por gay en los medios anglosajones. El término se popularizó tras ser usado en un artículo Spy de 1995 y se llevó a primera plana tras una entrevista al antiguo agente artístico Michael Ovitz de Vanity Fair en 2002 en la cual Ovitz afirmó que un grupo organizado de hombres gais se había encargado de que no volviera a trabajar en Hollywood nunca más."
Ovitz, que se había ganado la reputación de homófobo durante toda su carrera en los años 1980 y 1990, afirmó que el cofundador de DreamWorks SKG, David Geffen, el antiguo reportero del New York Times Bernard Weintraub, varios antiguos colaboradores de Ovitz en la agencia Creative Artists tales como el cofundador de Creative Artists y presidente de Universal Studios, Ronald Meyer, el antiguo portavoz de Disney y CEO, Michael Eisner, entre otros eran parte de un poderoso grupo que conspiró para acabar con su carrera.